# 1955-ös magyar birkózóbajnokság
Az 1955-ös magyar birkózóbajnokság a negyvennyolcadik magyar bajnokság volt. A kötöttfogású bajnokságot március 12. és 13. között, a szabadfogású bajnokságot pedig november 5. és 6. között rendezték meg, mindkettőt Budapesten, a Nemzeti Sportcsarnokban.

## Eredmények

### Férfi kötöttfogás
| Versenyszám  | Arany                       | Arany | Ezüst                       | Ezüst | Bronz                        | Bronz |
| ------------ | --------------------------- | ----- | --------------------------- | ----- | ---------------------------- | ----- |
| Lepkesúly    | Kenéz Béla Lokomotív SE     |       | Keresztesi János Haladás SE |       | Méhész Mihály Lokomotív SE   |       |
| Légsúly      | Fuszek Ferenc Honvéd SE     |       | Bencze Lajos Dózsa SE       |       | Kunszt Lajos Vasas SE        |       |
| Pehelysúly   | Polyák Imre Dózsa SE        |       | Viczek József Vasas SE      |       | Détár István Vasas SE        |       |
| Könnyűsúly   | Tarr Gyula Dózsa SE         |       | Tóth Gyula Honvéd SE        |       | Polyák István Dózsa SE       |       |
| Váltósúly    | Kassai Mihály Vasas SE      |       | Csiba Zsolt Vasas SE        |       | Radics Lajos Dózsa SE        |       |
| Középsúly    | Gurics György Honvéd SE     |       | Székely Pál Lokomotív SE    |       | Zaka Zoltán Kinizsi SE       |       |
| Félnehézsúly | Sólyom János Dózsa SE       |       | Kiss Barnabás Dózsa SE      |       | Kiss György Lokomotív SE     |       |
| Nehézsúly    | Soltész László Lokomotív SE |       | Növényi Norbert Kinizsi SE  |       | Rajnai Gyula Vörös Lobogó SE |       |

### Férfi szabadfogás
| Versenyszám  | Arany                      | Arany | Ezüst                    | Ezüst | Bronz                         | Bronz |
| ------------ | -------------------------- | ----- | ------------------------ | ----- | ----------------------------- | ----- |
| Lepkesúly    | Völgyi László Dózsa SE     |       | Páger Antal Honvéd SE    |       | Kereszturi János Haladás SE   |       |
| Légsúly      | Fuszek Ferenc Honvéd SE    |       | Bencze Lajos Dózsa SE    |       | Fábri Tivadar Törekvés SE     |       |
| Pehelysúly   | Hoffmann Géza Honvéd SE    |       | Hovancsik Imre Honvéd SE |       | Galántai Bálint Kinizsi SE    |       |
| Könnyűsúly   | Tóth Gyula Honvéd SE       |       | Sipos László Törekvés SE |       | Zsganyár József Kinizsi SE    |       |
| Váltósúly    | Radics Lajos Dózsa SE      |       | László Antal Vasas SE    |       | Gaugecz Gyula Vasas SE        |       |
| Középsúly    | Gurics György Honvéd SE    |       | Kendi József Haladás SE  |       | Riheczky René Vörös Lobogó SE |       |
| Félnehézsúly | Reznák János Törekvés SE   |       | Balla István Törekvés SE |       | Bodor István Vasas SE         |       |
| Nehézsúly    | Növényi Norbert Kinizsi SE |       | Kovács József Honvéd SE  |       | Vászin Péter Törekvés SE      |       |